# Edmund Hardy
Edmund Georg Nicolaus Hardy, född den 9 juli 1852 i Mainz, död den 10 oktober 1904 i Würzburg, var en tysk religionshistoriker och indolog.
Hardy blev romersk-katolsk präst 1875 och professor i filosofi vid Freiburgs universitet  i Freiburg i Baden 1885. Han tog 1893 avsked och blev därefter kallad till professor i jämförande religionsvetenskap vid Fribourguniversitetet i Schweiz, varifrån han av hälsoskäl 1894 drog sig tillbaka till Würzburg. De sista tio åren av sitt liv vigde han med stor iver och begeistring åt studiet av buddhismen och palilitteraturen och utgav en ansenlig rad av viktiga palitexter, som på grund av det forcerade arbetet lider av väsentliga brister. Han sammanförde lexikaliska samlingar och förarbeten til ett palilexikon och efterlämnade vid sin död ett kapital om 70 000 mark till en understödsfond för indiska studier (Hardy-Stiftung som förvaltas av den bayerska vetenskapsakademien). 
Bland hans verk kan nämnas Der Begriff der Physis in der griechischen Philosophie, 1. Del (1884); Der Buddhismus nach älteren Pāli-Werken dargestellt (1890); Die vedischrbrahmanische Periode der Religion des alten Indiens (1893); Indische Religionsgeschichte (i "Sammlung Göschen" 1898); Buddha (ibidem 1903); Indiens Kultur in der Blütezeit des Buddhismus. König Asoka (1902); dessutom en stor mängd mindre bidrag i tidskrifter, bland annat i "Archiv für Religionswissenschaft", band 4 (Zur Geschichte der vergleichenden Religionswissenschaft). I Pali Text Societys skrifter har han utgivit Paramattha-dīpanī, Part III—IV (1896—1901); Anguttara-Nikāya, Part III, IV, V (1896—1900) och Nettipakaraṇa (1902).